# Jam Master Jay
Jason William Mizell, född 21 januari 1965 i Hollis i Queens i New York, död 30 oktober 2002 i Jamaica i Queens i New York, känd som Jam-Master Jay, eller Jam Master Jay, var en av grundarna och DJ i Run-D.M.C., en hiphopgrupp baserad i Queens i New York.

## Biografi
Mizell växte upp i Queens-stadsdelen Hollis. Han spelade bas och trummor i flera garageband, innan han grundade Run-D.M.C. Han spelade, förutom på skivspelarna, även keyboard, bas och trummor på alla bandets skivor. Mizell förblev sina barndomskvarter trogen och flyttade aldrig därifrån. Han startade Scratch DJ Academy på Manhattan för ungdomar som är intresserade av att DJ:a. År 1989 startade Mizell skivetiketten Jam Master Jay Records, som hade sin första riktigt stora framgång 1993 med bandet Onyx. Mizell introducerade även Chuck D för Def Jams ena grundare Rick Rubin. (Def Jams andra grundare är DJ Runs bror, Russell Simmons). Jam Master Jay var också den som upptäckte 50 Cent och agerade som dennes mentor den första tiden.
Den 30 oktober 2002 blev Mizell, 37 år gammal, skjuten till döds i en inspelningsstudio i Queens. Den andra personen närvarande i rummet, Urieco Rincon, blev skjuten i vristen och överlevde därmed skottlossningen. Förövaren är fortfarande på fri fot och något motiv är inte känt. Det spekuleras däremot i huruvida Kenneth "Supreme" McGriff, en dömd knarklangare och gammal vän till Murder Inc.-cheferna Irv Gotti och Chris Gotti, skulle ha varit inblandad i mordet.
Mizell lämnade efter sig hustrun Terri samt tre barn. Han är begravd på Ferncliff Cemetary i Hartsdale, New York.